# Karl Felix Halm

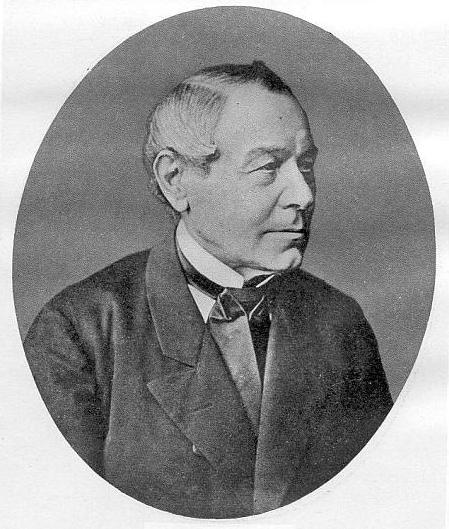
Karl Felix Halm.

Karl Felix Halm, född 5 april 1809 i München, död där 5 oktober 1882, var en tysk filolog.
Halm blev efter mångårig verksamhet vid olika gymnasier 1856 professor vid universitetet i München och direktor vid därvarande statsbibliotek. Som framstående kritiker dokumenterade sig Halm genom upplagor av Cicero, Quintilianus, Tacitus, Florus och Aisopos. För akademiens i Wien räkning bearbetade han bland annat Sulpicius Severus och Minucius Felix. 